# Szentmiklós (Horvátország)
Szentmiklós (horvátul: Mikleuš) falu és község (općina) Horvátországban Verőce-Drávamente megyében.

## Fekvése
Verőcétől légvonalban 40, közúton 44 km-re délkeletre, Nyugat-Szlavóniában, a Drávamenti-síkságon, a 2-es számú, Drávamenti főút mentén fekszik.

## A község települései
A községhez Balinci, Borik, Četekovac, Čojlug és Szentmiklós települések tartoznak.

## Története
Az itt előkerült legősibb régészeti lelet egy bronz véső, melyet még a 19. század végén találtak és az akkori plébános Jakov Kolarić a zágrábi Nemzeti múzeumnak (a mai Régészeti múzeumnak) ajándékozott. A leletet az i. e. 4000 és i. e. 2400 közötti időszakra, az újkőkorszak, illetve a rézkor időszakára keltezték a szakemberek. A lelet tartozhatott egy itt átutazóban járó kézműveshez, de az sem zárható ki, hogy a közelben a Voćinka-patak völgyében egy történelem előtti település állt. Szentmiklós területén ezidáig nem került elő olyan lelet, mely igazolná ezt a feltételezést. A római korban itt vezetett át a Poetovióról (Ptuj) Mursiára (Eszék) vezető út.
A település középkori templomának védőszentjéről kapta a nevét. Az itteni Szent Miklós egyházat 1334-ben a pápai tizedjegyzékben a vaskai esperesség részeként említik először „Item ecclesia sancti Nicolai” alakban. Az 1507 és 1513 között készült összeírásban a település „Zenth Myklos” néven szerepel. A helyiek körében máig él az a hagyomány, hogy a település a Miklós nevet Zrínyi Miklósról a szigetvári hősről kapta, mivel a település akkor a török elleni első védelmi vonalba esett és itt volt Zrínyi védelmi központja. Ennek persze semmilyen valós történeti alapja nincs. A 16. – 17. századi térképeken S. Nicolo, S. Niclos, S. Nicole vagy S. Nicolaus alakban találjuk, a település neve mellett pedig több helyen a vár jele látható. A vár 1345 óta ismert az írásos dokumentumokból. Raholca várának uradalmához tartozott. A 14. század elején a Csák nembeli Ugrin birtoka, később a Garaiaké. Ezt követően több birtokosai is volt. A vár melletti település a 15. században már mezőváros.
1542-ben Raholcával egy időben foglalta el a török. A várat a török háborúkban, talán a visszafoglalásakor rombolták le és már nem építették újjá. Romjai még a 19. században is látszottak. A második katonai felmérés térképén „Ruine Zrini” jelzéssel található a falutól délre, de jelzi a romokat a falu 1862-es kataszteri térképe is. A török uralom idején Szalatnokkal együtt Murád bég birtoka volt, a Pozsegai szandzsákhoz, azon belül a Raholcai náhijéhez tartozott. A várban török őrség állomásozott egy dizdár aga irányítása alatt. A vár melletti városkát földsánc és paliszádok védték, 15 ház állt benne török lakossággal. 1569-ben már jelentős muzulmán lakosság élt a településen, mely 169 házával már városnak számított. A 169 házból 152 volt muzulmán és csak 17 volt keresztény lakosé. A török feljegyzésekből kiderül, hogy dzsámi is állt a településen, ennek helye azonban nem ismert. A térség többi településével együtt 1684-ben szabadult fel a török uralom alól. 1698-ban „Miklos” néven 10 családdal szerepel Szlavónia felszabadított településeinek összeírásában. Lakossága részben katolikus, részben ortodox volt.
A török kiűzése után az udvari kamara birtoka volt. 1722-ben III. Károly király a környező falvakkal együtt gróf Cordua d' Alagon Gáspár császári tábornoknak adományozta. 1730-ban Pejácsevich Antal, Miklós és Márk vásárolták meg tőle, majd 1742-ben a raholcai uradalommal együtt a Mihalovics családnak adták el. Ezután a 19. század végéig a Mihalovicsoké volt, de a Schaumburg Lippe családnak is voltak itt birtokai. A 20. század elején már a Draskovich család birtoka volt.
Az első katonai felmérés térképén „Dorf Mikleuss” néven találjuk. Lipszky János 1808-ban Budán kiadott repertóriumában „Miklós” néven szerepel. Nagy Lajos 1829-ben kiadott művében „Miklouss” néven 71 házzal, 206 katolikus és 220 ortodox vallású lakossal találjuk.
1857-ben 539, 1910-ben 961 lakosa volt. 1910-ben a népszámlálás adatai szerint lakosságának 58%-a horvát, 25%-a szerb, 14%-a magyar anyanyelvű volt. Verőce vármegye Szalatnoki járásának része volt. Az első világháború után 1918-ban az új szerb-horvát-szlovén állam, majd később (1929-ben) Jugoszlávia része lett. 1991-ben lakosságának 59%-a horvát, 32%-a szerb nemzetiségű volt. 2011-ben 840 lakosa volt.

## Lakossága
| Lakosság változása | Lakosság változása | Lakosság változása | Lakosság változása | Lakosság változása | Lakosság változása | Lakosság változása | Lakosság változása | Lakosság változása | Lakosság változása | Lakosság változása | Lakosság változása | Lakosság változása | Lakosság változása | Lakosság változása | Lakosság változása |
| ------------------ | ------------------ | ------------------ | ------------------ | ------------------ | ------------------ | ------------------ | ------------------ | ------------------ | ------------------ | ------------------ | ------------------ | ------------------ | ------------------ | ------------------ | ------------------ |
| 1857               | 1869               | 1880               | 1890               | 1900               | 1910               | 1921               | 1931               | 1948               | 1953               | 1961               | 1971               | 1981               | 1991               | 2001               | 2011               |
| 539                | 661                | 695                | 804                | 895                | 961                | 964                | 1.109              | 1.289              | 1.189              | 1.050              | 1.014              | 981                | 1.072              | 914                | 840                |

## Nevezetességei
- Szentmiklós várának építési ideje ismeretlen, a 14. században említik először. A Csák nemzetség, majd a Garaiak birtoka volt. 1543 és 1684 között török uralom alatt állt. Ekkor települtek be a mai lakosság ősei, akik nem ismervén annak építőit a várat Turski gradnak, azaz Törökvárnak nevezték el és a helyiek ma is így hívják. Romjai még 1862-ben is jól látszottak. Mára az egész várhelyet benőtte a sűrű növényzet, a falak maradványai nem láthatók. A vár egykor egy kerek platón helyezkedett el, melyet mély vizesárok övezett.
- A falu területén fennmaradt a Schaumburg-Lippe család 19. századi kúriája. A kúria a 19. század utolsó évtizedében épült neoklasszicista stílusban. A 20. század elején a Draskovich család vásárolta meg, majd Ivan Sakač volt a tulajdonosa. Ő 1939-ban Kohek és Rupičić vállalkozóknak adta el, akik tervezett marmelád és csokoládégyáruk számára gyümölcsfákat és cikóriát ültettek a birtokra. Az 1940-es években a birtokot államosították, ők pedig elköltöztek a településről. Ezután az épületben sokáig iskola működött.
- A Szentlélek eljövetele tiszteletére szentelt pravoszláv parochiális templomának elődje egy fatemplom 1747-ben épült. 1777-ben új, falazott templomot építettek helyette, melyet 1844-ben megújítottak. A második világháború idején pravoszláv imaházzá alakították át. A délszláv háború idején 1992 áprilisában felgyújtották, azóta rom. Értékes liturgikus tárgyai, gazdag gyűjteménye, egyházi könyvei megsemmisültek. A parókiához Balince, Čačince, Čojlug és Borik települések tartoznak.
- Ávilai Szent Teréz tiszteletére szentelt római katolikus templomának helyén 1941-ig egy fa harangláb állt, melyet akkor leromboltak. Az új templomot 1967-ben építették, 1968-ban szentelte fel Franjo Kuharić zágrábi érsek. A délszláv háború idején súlyos károkat szenvedett, de mára felújították.
- A település központjától körülbelül 1 km-re délre, a D2-es főút Szalatnok - Nekcse szakaszától pedig körülbelül 600 m-re nyugatra található a Jabučik - Bašće régészeti lelőhely.[8] A lelőhely egy 135 méteres tengerszint feletti magasságú, kelet - nyugati fekvésű, hosszúkás dombon helyezkedik el.  A domb délen enyhe lejtésű, északon pedig meredek. Északi lejtőjének aljában patak folyik. A terület északi széle sűrű növényzettel van benőve, délen pedig szántó húzódik. Megállapították, hogy a közvetlen közelében egy várral rendelkező középkori település maradványai rejtőznek. A jövőbeli régészeti kutatások minden bizonnyal sok új értékes adatot és leletet hoznak felszínre erről a helyről.

## Kultúra
A település kulturális és művészeti egyesületét a KUD Mikleušt az 1970-es évek közepén alapították és a délszláv háborúig működött. Az egyesületet csak 2016-ban alapították újra, ma folklórcsoportja működik.

## Oktatás
Az oktatás 1857-ben vette kezdetét a településen. Akkor az iskolának még nem volt önálló épülete, az oktatás magánházakban zajlott. Az addig egyosztályos intézmény 1888-ban kétosztályosra bővült. Az 1923/24-es tanévre a gyermekek megemelkedett száma miatt az iskolát háromosztályosra kellett bővíteni. A második világháború idején az épületben katonák voltak elszállásolva, a berendezés majdnem teljesen megsemmisült. A háború után az intézmény a Schaumburg-Lippe kúria épületébe költözött. Közben felújították a régi iskolaépületet is, így az intézmény 1972-ig két épületben működött. 1972-ben lebontották a régi iskolát. A mai iskolaépületet 1977-ben kezdték építeni és 1979-ben adták át.

## Sport
- NK Mikleuš labdarúgóklub
- ŽRK Mikleuš női kézilabdaklub
- ŠRU “Klen” sporthorgász egyesület

## Egyesületek
DVD Mikleuš önkéntes tűzoltóegylet